# Bernat de Travesseres
Bernat de Travesseres (ur. w XIII wieku w Travesseres, zm. w 1260 w La Seu d’Urgell) – hiszpański dominikanin, Błogosławiony Kościoła katolickiego.

## Życiorys
Urodził się w zamku. Wstąpił do klasztoru w Tuluzie, gdzie otrzymał habit. Potem został mianowany inkwizytorem i aktywnie walczył przeciwko herezji, uczestnicząc w procesach i kar wobec katarów. Zginął w niejasnych okolicznościach w 1260 roku i pochowany w katedrze La Seu d’Urgell. Jest czczony jako błogosławiony, a jego wspomnienie obchodzone jest w dniu 31 stycznia.